# Siergiej Wołkow (narciarz dowolny)
Siergiej Walerjewicz Wołkow (ros. Сергей Валерьевич Волков; ur. 6 grudnia 1987 w Czusowoj) – rosyjski narciarz dowolny, specjalizujący się w jeździe po muldach. Zajął 28. miejsce w jeździe po muldach podczas igrzysk olimpijskich w Vancouver. Jego najlepszym wynikiem na mistrzostwach świata jest szóste miejsce w jeździe po muldach podwójnych zdobyte na mistrzostwach w Deer Valley w 2011 roku. Najlepsze wyniki w Pucharze Świata osiągnął w sezonie 2011/2012, kiedy to zajął 19. miejsce w klasyfikacji generalnej, a w klasyfikacji jazdy po muldach był szósty.
Siergiej jest młodszym bratem Andrieja Wołkowa, który jest również narciarzem dowolnym specjalizującym się w jeździe po muldach.

## Osiągnięcia

### Igrzyska olimpijskie
| Miejsce | Dzień     | Rok  | Miejscowość | Konkurencja      | Zwycięzca          |
| ------- | --------- | ---- | ----------- | ---------------- | ------------------ |
| 28.     | 14 lutego | 2010 | Vancouver   | Jazda po muldach | Alexandre Bilodeau |

### Mistrzostwa świata
| Miejsce | Dzień    | Rok  | Miejscowość | Konkurencja      | Zwycięzca          |
| ------- | -------- | ---- | ----------- | ---------------- | ------------------ |
| 33.     | 20 marca | 2005 | Ruka        | Muldy podwójne   | Toby Dawson        |
| 19.     | 2 lutego | 2011 | Deer Valley | Jazda po muldach | Guilbaut Colas     |
| 6.      | 5 lutego | 2011 | Deer Valley | Muldy podwójne   | Alexandre Bilodeau |

### Puchar Świata

#### Miejsca w klasyfikacji generalnej
- 2009/2010 – 128.
- 2010/2011 – 74.
- 2011/2012 – 19.

#### Zwycięstwa w zawodach
1. Deer Valley – 4 lutego 2012 (Muldy podwójne)

#### Pozostałe miejsca na podium w zawodach
1. Mont Gabriel – 14 stycznia 2012 (Muldy podwójne) – 3.miejsce